# 格拉比夫尼齊亞
49°37′5″N 22°49′9″E / 49.61806°N 22.81917°E
格拉比夫尼齊亞（烏克蘭語：Грабівниця），是烏克蘭西部的村莊，隸屬利維夫州的桑比爾區。該村面積0.89平方公里，海拔高度264米，2001年人口330，人口密度每平方公里370.79人。